# Агафонково (Пермский край)
Агафонково — деревня в составе Суксунского городского округа в Пермском крае.

## Географическое положение
Деревня расположена в южной части округа на левом берегу реки Сылва на расстоянии примерно 24 километра по прямой на юго-восток от поселка Суксун.

## Климат
Климат континентальный. Зима продолжительная, снежная. Средняя температура января −16˚С. Лето умеренно-теплое. Самый теплый месяц — июль. Средняя температура июля +18 ˚С. Длительность периода с температурой более 100С соответствует периоду активной вегетации и составляет 120 дней, с температурой более 150С — 70 дней. Последние заморозки прекращаются в третьей декаде мая, а в отдельные годы — конце апреля или начале июня. Атмосферные осадки выпадают в количестве 470—500 мм в год.

## История
Деревня известна с 1795 года как татарская деревня. До 2019 входила в состав Ключевского сельского поселения Суксунского района, после упразднения которых входит непосредственно в состав Суксунского городского округа.

## Население
Постоянное население составляло 356 человек в 2002 году (94% татары), 252 человека в 2010 году.